# سيدة مونتسيرات
سيدة مونتسيرات (باللغة الكاتالانيّة:Mare de Déu de Montserrat) شفيعه كاتالونيا.

## المكان
على الجبل المسمى «مونتسيرات» قرب برشلونة، في إقليم كاتالونيا الإسباني توجد كنيسه تضم تمثالاً يصنع المعجزات لمريم العذراء والطفل يسوع حسب المعتقدات المسيحية ويعرف بالإسبانيه باسم (بالإسبانيّة: La Moreneta) أي الصغير الأسود اللون.
يضم دير مونتسيرات الواقع قرب قمه الجبل البالغ ارتفاعه 4000 قدم ثمانين راهبًا يرحبون بالزوار ويدعونهم للمشاركه في احتفالهم اليومي بالقداس الإلهي وصلوات الساعات.

## تاريخ
وتروي الاسطورة ان رعاه صغار اكتشفو التمثال عندما جذبهم نور منبثق من مغاره كان مخبأ فيها. ويرقى تاريخ تمثال العذراء الجالسة على عرش فضي إلى نهاية القرن الثاني عشر.

## الطقوس
خلال الاقتراب منها، يلمس الحجاج يدها اليمنى ويقبلونها. تحمل مريم العذراء في يدها اليمنى كره سوداء ترمز إلى الملوكيه وتقدم ابنها يسوع باليد اليسرى.
يذكر ان ايقونات وتماثيل مريم العذراء سوداء اللون موجوده في أوروبا وخاصًة في فرنسا. وتوجد أشهرها في شارتريه في فرنسا، شيستوشوفا في بولندا ومونتسيرات في إسبانيا.

## مرجع
1. 1 2  وصلة مرجع: https://devocionari-catala.blogspot.com/2012/04/visita-espiritual-la-mare-de-deu-de.html.
2. ↑  "Our Lady", on the official "Visit Montserrat Monastery" website (in Catalan, Spanish, English, French and Russian). She was declared the قديس شفيع of Catalonia by ليون الثالث عشر in 1881. نسخة محفوظة 07 نوفمبر 2017 على موقع واي باك مشين.
3. ↑  "The Feast" نسخة محفوظة 2 أكتوبر 2015 على موقع واي باك مشين., under "Spirituality", on the official Montserrat Monastery website (in Catalan, Spanish and English). "نسخة مؤرشفة". مؤرشف من الأصل في 2015-05-06. اطلع عليه بتاريخ 2019-09-05.{{استشهاد ويب}}:  صيانة الاستشهاد: BOT: original URL status unknown (link)